# Episodi di The Family
La prima e unica stagione della serie televisiva The Family è stata trasmessa negli Stati Uniti per la prima volta dall'emittente ABC dal 3 marzo al 15 maggio 2016.
In Italia, la stagione è andata in onda in prima visione satellitare su Fox, canale a pagamento della piattaforma Sky, dal 9 maggio al 18 luglio 2016.
| nº | Titolo originale                           | Titolo italiano           | Prima TV USA   | Prima TV Italia |
| -- | ------------------------------------------ | ------------------------- | -------------- | --------------- |
| 1  | Pilot                                      | Il drago rosso            | 3 marzo 2016   | 9 maggio 2016   |
| 2  | All You See Is Dark                        | Caino e Abele             | 6 marzo 2016   | 16 maggio 2016  |
| 3  | Of Puppies and Monsters                    | Buco infernale            | 13 marzo 2016  | 23 maggio 2016  |
| 4  | Feathers or Steel                          | Oltre i limiti            | 20 marzo 2016  | 30 maggio 2016  |
| 5  | I Win                                      | Vinco io                  | 27 marzo 2016  | 6 giugno 2016   |
| 6  | Nowhere Man                                | L'uomo venuto dal nulla   | 3 aprile 2016  | 13 giugno 2016  |
| 7  | All the Livelong Day                       | Dimmi qualcosa di nuovo   | 10 aprile 2016 | 20 giugno 2016  |
| 8  | Sweet Jane                                 | Maschere                  | 17 aprile 2016 | 27 giugno 2016  |
| 9  | Betta Male                                 | Betta maschio             | 24 aprile 2016 | 4 luglio 2016   |
| 10 | Fun Ways to Tell Boyfriend You're Pregnant | Ironia                    | 1º maggio 2016 | 11 luglio 2016  |
| 11 | Election Day                               | Il giorno delle elezioni  | 8 maggio 2016  | 11 luglio 2016  |
| 12 | What Took so Long                          | Perché ci hai messo tanto | 15 maggio 2016 | 18 luglio 2016  |

## Il drago rosso
- Titolo originale: Pilot
- Diretto da: Paul McGuigan
- Scritto da: Jenna Bans

### Trama
Un ragazzo che vaga solo di notte e cerca di ritornare a casa dalla sua famiglia. Inizia un flashback che ci porta a 10 anni prima, nel quale Claire Warren è agli inizi della sua carriera politica e, aiutata dalla sua famiglia, si sta facendo propaganda per entrare a far parte del Consiglio Cittadino. Proprio in questa circostanza il suo figlio più giovane, Adam, viene rapito misteriosamente. Adam riesce a scappare dal suo aguzzino e torna a casa solamente 10 anni dopo trovandosi a fare i conti con i cambiamenti avvenuti durante la sua assenza. Sua madre è diventata il sindaco della città di Red Pines, suo padre, John, è un famoso scrittore, suo fratello Danny, tormentato dal senso di colpa per non aver badato a lui il giorno della sua scomparsa, è un alcolizzato e sua sorella Willa, molto religiosa, ha trovato lavoro come coordinatrice stampa nell'ufficio della madre. Adam viene visitato in ospedale e si scopre che nel corso degli anni è stato vittima di abusi da parte del suo rapitore, gli viene inoltre fatto il test del DNA per verificare che effettivamente sia chi dice di essere. Il test sembra dare risultato positivo. Mentre la famiglia cerca di riaccogliere Adam, la detective Meyer, la stessa che si era occupata 10 anni fa del suo caso, cerca di far luce sul mistero della sua scomparsa, aiutandosi con i nuovi indizi fornitole dal ragazzo. Nel frattempo, Hank, l'uomo ingiustamente incarcerato per il rapimento di Adam viene rilasciato e si trova a fare i conti con i cambiamenti della sua vita. Danny trova strani alcuni comportamenti di Adam, che si comporta in modo totalmente diverso rispetto a come si comportava quando era bambino. Proprio per questo motivo, il fratello maggiore inizia a sospettare che il ragazzino non sia davvero chi dice di essere. Una giornalista locale, Bridey Cruz, che conosce la famiglia inizia ad indagare sul mistero della scomparsa di Adam e, intervistando il medico che ha visitato il ragazzo, scopre che non c'è nessun test del DNA. Claire Warren annuncia che vuole candidarsi come governatore del Maine.

## Caino e Abele
- Titolo originale: All You See Is Dark
- Diretto da: John Gray
- Scritto da: Jenna Bans

### Trama
Da quando è tornato a casa, Adam preferisce dormire nell'armadio. Lì si sente più tranquillo perché le dimensioni gli ricordano quelle del buco nel quale è stato tenuto prigioniero per 10 anni. Danny è sempre più convinto che quel ragazzo non sia Adam e che tutte le cose che dice riesce a dedurle perché ha osservato molto attentamente le fotografie di famiglia che sono esposte in casa loro. Danny va dal dentista di Adam perché vuole ritirare le impronte dentarie che il fratello aveva fatto da bambino, ma scopre che Willa le ha già prelevate e la cosa lo insospettisce. La detective Meyer, basandosi sulle informazioni ottenute da Adam, riesce a rintracciare il buco nel quale egli è stato tenuto prigioniero. Si scopre che John e la detective Meyer in passato hanno avuto una relazione.